# Masdevallia cucullata
Masdevallia cucullata är en orkidéart som beskrevs av Heinrich Gustav Reichenbach. Masdevallia cucullata ingår i släktet Masdevallia och familjen orkidéer. Inga underarter finns listade i Catalogue of Life.